# 存在証明
『存在証明』（そんざいしょうめい）は、2017年12月6日に夢レコードから発売された小林幸子のシングル。

## 概要
- 第1回ももいろ歌合戦に本曲で初出場。

## 収録曲
1. 存在証明
  - 作詞・作曲：志倉千代丸 / 編曲：Tak Miyazawa
2. サチコサンサチコサン
  - 作詞：チーム5884 / 作曲：ナユタン星人 / 編曲：岡島俊治、大山徹也
3. 存在証明（オリジナル・カラオケ）
4. サチコサンサチコサン（オリジナル・カラオケ）